# Wang Quanzhang
Wang Quanzhang (chinesisch 王全璋, Pinyin Wáng Quánzhāng, * 15. Februar 1976 in Wulian, Volksrepublik China) ist ein chinesischer Rechtsanwalt, Dissident und Menschenrechtsaktivist. Am 10. Juli 2015 wurde er von den chinesischen Behörden verhaftet. Nach dreieinhalb Jahren Haft – wobei seine Familie mehrere Jahre in vollständiger Ungewissheit über sein Schicksal gelassen wurde – wurde er am 28. Januar 2019 nach einem Verfahren unter Ausschluss der Öffentlichkeit wegen „Subversion“ zu viereinhalb Jahren Haft verurteilt. Im April 2020 wurde er aus der Haft entlassen. Seine Frau Li Wenzu kämpfte jahrelang für seine Freilassung.

## Biografie

### Juristische Ausbildung und erste Aktivitäten als Bürgerrechtsanwalt
Wang Quanzhang studierte ab dem Jahr 1996 an der Shandong-Universität Rechtswissenschaften, wo er im Jahr 2000 seinen Abschluss machte. Schon vor Abschluss seines Studiums begann er, verfolgten Falun-Gong-Mitgliedern juristischen Beistand zu leisten, weswegen er von staatlichen Stellen gewarnt wurde. Nahe der Stadt Jinan in der Provinz Shandong war er zunächst als juristischer Lehrer an einer allgemeinbildenden Lehreinrichtung tätig und hielt Kurse in Bezug auf die Landrechte der Bauern ab. Er nahm Kontakte zu Menschenrechtsaktivisten in Peking auf und leistete verschiedenen Oppositionellen in der Provinz Shandong Rechtsbeistand. Im Jahr 2003 absolvierte er seine abschließende juristische Prüfung und war ab 2007 als Anwalt tätig. Aufgrund des Drucks staatlicher Stellen musste er dann seine juristische Arbeit in Shandong einstellen. In dieser Zeit beriet er auch einen ausländischen Fernsehsender bei dessen Recherchen über Menschenrechtsprozesse in China.
Unter dem Schriftstellernamen Gao Feng (高峰) veröffentlichte er im Internet insgesamt zehn Artikel, in denen er sich kritisch über die Politik der chinesischen Regierung äußerte. Im Jahr 2008 erfolgte daraufhin eine erste Hausdurchsuchung mit Beschlagnahme verschiedener Unterlagen durch die Organe der Staatssicherheit. Daraufhin verließ er die Provinz Shandong und zog nach Peking, um dort am World and China Institute zu arbeiten, einem regierungsunabhängigen Institut, das sich mit Fragen der regionalen Konfliktforschung, des Verhältnisses Chinas zur übrigen Welt, Wirtschaftsfragen etc. befasst. In dieser Zeit nahm er auch an einer Veranstaltung über Schriftsteller und das Internet teil und beteiligte sich an der Abfassung eines Beobeachterberichts über die Rolle von Rechtsanwälten bei Bürgerrechtsbewegungen in China.
Im April 2013 wurde Wang auf Anweisung des Gerichts in Jingjiang (Provinz Jiangsu) für zehn Tage verhaftet, nachdem er einen Falun-Gong-Anhänger verteidigt hatte. Der Vorfall führte dazu, dass mehr als 100 Rechtsanwälte in China eine Petition unterzeichneten, in der Wangs Freilassung gefordert wurde. Außerdem verursachte er ein weltweites Medienecho. Wang wurde daraufhin schon nach drei Tagen wieder freigelassen.
Am 28. März 2014 begab sich Wang in die Stadt Jiamusi (Provinz Heilongjiang), um Anwaltskollegen zu unterstützen, die in den sogenannten Jiansanjiang-Vorfall involviert waren. Bei diesem Vorfall waren vier chinesische Rechtsanwälte nach ihren Angaben durch Polizeikräfte verhaftet und misshandelt worden. In Jiamusi sah sich Wang seinerseits Handgreiflichkeiten der Polizei ausgesetzt und wurde genötigt, eine Erklärung zu unterschreiben, in der er seinen Verzicht auf eine weitere Einflussnahme erklärte.

### Verhaftung und Verschwinden
Im Juli 2015 begann eine großangelegte landesweite Verhaftungswelle in der Volksrepublik China (die sogenannte „709-Aktion“, 709大抓捕 – „709-Festnahmen“ oder 709 crackdown, nach dem Beginn am 9. Juli), die sich gegen Oppositionelle richtete. Unter den ungefähr 300 verhafteten Personen befanden sich zahlreiche Rechtsanwälte. Am 10. Juli 2015 wurde auch Wang verhaftet. Die Behörde für öffentliche Sicherheit der Stadt Tianjin erklärte wenig später, dass er wegen „Untergrabung der staatlichen Autorität“ verhaftet worden sei und angeklagt werde. Seiner Frau Li Wenzu (李文足) und seinem damals einjährigen Sohn wurde kein Kontakt gestattet, auch keinem Strafverteidiger.
Die im Rahmen der 709-Aktion Verhafteten wurden nach und nach wieder freigelassen. Gegen etwa zwei Dutzend Personen wurden jedoch Anklagen erhoben. Die Anklage lautete in allen Fällen ähnlich auf „Subversion der Staatsmacht“. Einige Angeklagte erhielten langjährige Haftstrafen, darunter Zhou Shifeng (周世鋒), der die Anwaltskanzlei Fengrui (鋒銳) gegründet hatte (7 Jahre Haft). Andere, wie der Menschenrechtsanwalt Li Heping, wurden zu Bewährungsstrafen verurteilt. Einige der Verhafteten und wieder Freigelassenen waren anschließend im chinesischen Staatsfernsehen zu sehen, wo sie ihre „Schuld“ eingestanden. Ausländische Beobachter bezweifelten allerdings stark, dass diese „Bekenntnisse“ ganz freiwillig erfolgten. Einzelne Personen, wie die Rechtsanwältin Wang Yu (王宇), erklärten später, dass diese Aussagen von ihnen erzwungen worden seien.
Nach einiger Zeit waren alle im Rahmen der „709-Aktion“ Verhafteten wieder aufgetaucht, nur von Wang Quanzhang fehlte weiter jede Spur. Auch sein genauer Aufenthaltsort wurde durch die Behörden nicht bekanntgegeben. Nachdem seine Frau über mehr als anderthalb Jahre keinerlei Informationen oder Lebenszeichen ihres Mannes erhalten hatte, erklärte sie im Mai 2017 in einem Interview der BBC, dass sie um die Gesundheit ihres Mannes sehr besorgt sei, nachdem sie von anderen Inhaftierten und später Freigelassenen gehört habe, dass diese misshandelt wurden und gezwungen worden seien, Medikamente zu nehmen. Eine solche Behandlung sei brutal und inhuman. Der Grund, dass ihr Mann bisher nicht freigelassen wurde, liege möglicherweise darin, dass er absolut kompromisslos zu seinen Überzeugungen stünde. Sie sei sehr besorgt, dass ihr Mann möglicherweise mittlerweile durch Folter gelähmt oder sogar schon tot sei.
Wangs Frau Li Wenzu entschloss sich im April 2018, eine öffentlichkeitswirksame 12-tägige Wanderung über 100 Kilometer zu Fuß von Peking nach Tianjin, wo Wang mutmaßlich inhaftiert war, zu unternehmen, um damit auf das Schicksal ihres Mannes aufmerksam zu machen. In einem zweiten Interview mit der BBC am 10. Juli 2018, nach drei Jahren ohne Nachricht über ihren Mann, bezeichnete Li Wenzu die chinesische Regierung offen als niederträchtig.
Das Schicksal Wangs rief zunehmende weltweite Anteilnahme hervor, und zahlreiche Gruppierungen forderten die chinesische Regierung auf, sein Schicksal aufzuklären.

### Anklage, Verurteilung und Haft
Im Dezember 2018 tauchte Wang Quanzhang im Gefängnis von Tianjin wieder auf, und am 26. Dezember 2018 wurde ein Prozess gegen ihn eröffnet. Von westlichen Beobachtern wurde vermutet, dass die chinesischen Behörden den Prozessbeginn bewusst in die Weihnachtsfeiertage gelegt hatten, da sie hier mit weniger Aufmerksamkeit der westlichen Welt rechneten. Nach der bisher bekannt gewordenen Anklage wurden Wang „Untergrabung der Staatsgewalt“ und Kontakte zum schwedischen Aktivisten Peter Dahlin mit dem Ziel der „Ausbildung feindlicher Kräfte“ vorgeworfen.
Am 18. Dezember 2018 ließ sich Wangs Frau Li Wenzu zusammen mit mehreren anderen Frauen, deren Ehemänner durch die Staatsorgane drangsaliert worden waren, aus Protest öffentlich in Peking die Haare abrasieren.
Wangs Frau wurde am 25. Dezember 2018 durch zahlreiche Männer in Zivil – mutmaßlich Angehörige der Sicherheitskräfte – daran gehindert, ihr Haus in Peking zu verlassen, um als Zuschauerin am Prozess teilzunehmen.
Am 28. Januar 2019 wurde das Urteil im Prozess gegen Wang bekannt. Er wurde vom Volksgericht in Tianjin wegen „Subversion“ und „Untergrabung der Staatsgewalt“ zu viereinhalb Jahren Haft verurteilt. Der Prozess war vollständig unter Ausschluss der Öffentlichkeit geführt worden, die Familienangehörigen konnten nicht daran teilnehmen und Wang hatte auch keinen Zugang zu einem Verteidiger seiner Wahl. Nach Ansicht westlicher Beobachter machte der Prozess erneut klar, dass es in China keine von der Kommunistischen Partei unabhängige Justiz und Rechtsstaatlichkeit gäbe. Man könne sich als Bürger Chinas nicht auf die gesetzlich garantierten Rechte verlassen, da sich die staatlichen Polizeiorgane nicht daran hielten.
Am 28. Juni 2019 konnte Li Wenzu ihren Ehemann zum ersten Mal seit seiner Verhaftung im Gefängnis von Linyi besuchen. Sie beschrieb ihn anschließend als auffallend apathisch; er sei kaum in der Lage gewesen, ein Gespräch zu führen, und habe wiederholt unzusammenhängende Sätze geäußert. Außerdem bemerkte sie Wangs unnatürlich dunkle Haut und kaputte Schneidezähne. Li schrieb: „Nach vier Jahren wirkte er wie eine gut programmierte, gefühllose Holzfigur.“
Anfang April 2020 wurde Wang nach Ablauf seiner regulären Haftzeit von viereinhalb Jahren aus dem Gefängnis entlassen. Nachdem er zunächst wegen der grassierenden COVID-19-Pandemie in Jinan unter Quarantäne gestellt worden war, konnte er Ende April zu seiner Familie nach Peking zurückkehren.